# Ras al-Ajn (Izrael)
Ras al-Ajn (hebr. ראס אל-עין; arab. رأس العين; ang. Ras al-Ein) – wieś beduińska położona w Samorządzie Regionu Misgaw, w Dystrykcie Północnym, w Izraelu.

## Położenie
Ras al-Ajn jest położona na wysokości 225 m n.p.m. w północnej części Dolnej Galilei. Leży w głębokiej wadi strumienia Calmon u podnóża góry Kamon (598 m n.p.m.), wznoszącej się od strony południowej nad Doliną Bet ha-Kerem i Doliną Chananja. Strumień Calmon spływa w kierunku wschodnim do centralnej części Doliny Chananja. Po stronie południowo-wschodniej wznosi się góra Har Chazon (560 m n.p.m.). Okoliczne góry są zalesione. W otoczeniu wsi Ras al-Ajn znajdują się miasto Karmiel, miejscowości Rama, Maghar i Nachf, kibuc Moran, moszawy Chazon i Szezor, wieś komunalna Kamon, druzyjska wieś En al-Asad, oraz arabska wieś Sallama. Na północnym wschodzie jest położona strefa przemysłowa Karmiel.

### Podział administracyjny
Ras al-Ajn jest położona w Samorządzie Regionu Misgaw, w Poddystrykcie Akka, w Dystrykcie Północnym Izraela.

## Demografia
Zgodnie z danymi Centralnego Biura Statystyki Izraela w 2011 roku w Ras al-Ajn żyło 305 mieszkańców, Beduini oraz chrześcijańscy Arabowie.

## Historia
Pierwotnie w miejscu tym znajdowały się tereny pastwisk koczowniczego plemienia beduińskiego Sava’id. Podczas I wojny izraelsko-arabskiej w październiku 1948 roku Siły Obronne Izraela przeprowadziły operację „Hiram”, w trakcie której w dniu 30 października zajęto tutejsze tereny. Prowadzona na początku lat 50. XX wieku polityka przymusowego osiedlania plemion koczowniczych, wymusiła na członkach klanu Sava’id zamieszkanie w tym miejscu. Wieś nie była jednak formalnie uznawana przez władze izraelskie aż do 1996 roku. Dopiero od tego momentu była możliwa rozbudowa tutejszej infrastruktury.

## Edukacja
We wsi znajduje się przedszkole. Starsze dzieci są dowożone do szkół w pobliskiej wiosce Sallama.

## Kultura i sport
We wsi jest ośrodek kultury, a z obiektów sportowych jest boisko do piłki nożnej.

## Turystyka
Wieś stanowi dogodne miejsce do rozpoczęcia wędrówek po górach Dolnej Galilei. Szczególną tutejszą atrakcją jest Park Narodowy Calmon, który chroni obszar wadi strumienia Calmon.

## Gospodarka
Lokalna gospodarka opiera się na rolnictwie i sadownictwie, głównie hodowli drzew oliwnych.

## Komunikacja
Przez wieś przebiega droga nr 804, którą jadąc na północ dojeżdża się do miasteczka Rama i skrzyżowania z drogą nr 85, lub jadąc na południe dojeżdża się do wsi Sallama.